# Яцкив, Богдан Васильевич
Богдан Васильевич Яцкив (укр. Богдан Васильович Яцків; 1919, Верхняя — 6 марта 1949, Сварычев) — деятель ОУН-УПА, референт Служб безопасности Калуского окружного и Карпатского краевого проводов ОУН, кавалер бронзового Креста заслуги УПА. Известен под псевдонимами «Денис», «Сафрон», «Софрон», «172б».

## Биография
Образование — среднее. Сотрудничал с украинским националистическим движением с 1943 года, член ОУН и сотрудник референтуры Службы безопасности ОУН(б) с 1944 года. В 1943—1945 годах — референт службы безопасности Калуского поветового (надрайонного) повода ОУН, командир боёвки Калуского окружного провода ОУН в 1945 году. С весны того же года по лето 1948 года был референтом Калуского окружного провода ОУН. Награждён Бронзовым крестом Заслуги УПА (2 сентября 1948 года).
С декабря 1948 года по март 1949 года — референт службы безопасности Карпатского краевого провода ОУН, занял этот пост после гибели Владимира Ливого, заместителем которого являлся.
6 марта 1949 года был убит в селе Сварычев Калуского района Ивано-Франковской области. Похоронен в городе Калуш.

## Семья
Родители — Анастасия Ивановна и Василий Григорьевич, были арестованы 2 декабря 1948 года, 28 мая 1949 года Особым совещанием при МГБ СССР были признаны виновными в контрреволюционной деятельности и приговорены к 10 годам лишения свободы. Супруга — Ольга Самарик («Татьяна»). 5 декабря 1948 года в ходе операции в селе Топольское Перегинского района Станиславской области была обнаружена в схроне под картофельной ямой и была убита в результате перестрелки (погиб также Ливый, который был причастен к похищению и убийству геологов Дмитрия Рыбкина и Натальи Балашовой).
У Богдана был двухлетний сын, который после ликвидации Яцкива был забран в детский дом, а его следы в дальнейшем потерялись. Дочь Оксана (1940 г.р.) проживала у родственников во Львове на момент гибели отца.